# Laura Vogt
Laura Vogt (* 13. Mai 2001 in Troisdorf) ist eine deutsche Fußballspielerin.

## Karriere

### Vereine
Vogt spielte bis 2013 in der Jugendabteilung des 1. FC Spich. Zuletzt spielte sie für die B-Jugendmannschaft des 1. FC Köln, für die sie von 2016 bis 2018 33 Punktspiele in der B-Juniorinnen-Bundesliga bestritten und sechs Tore erzielt hatte, bevor sie in die erste Mannschaft aufrückte. In der Saison 2018/19 kam sie in ihren ersten zwölf Punktspielen im Seniorinnenbereich zum Einsatz. Ihr Debüt in der 2. Bundesliga gab sie am 21. Oktober 2018 (6. Spieltag) bei der 1:2-Niederlage im Heimspiel gegen die zweite Mannschaft des VfL Wolfsburg. Mit dem dritten Platz im Klassement stieg ihr Verein in die Bundesliga auf. Den beiden erstplatzierten Zweitvertretungen des FC Bayern München und des VfL Wolfsburg war dies nicht erlaubt, waren deren erste Mannschaften bereits in der höchsten Spielklasse bereits vertreten. Vogt hingegen spielte in der Saison 2019/20 siebenmal für den 1. FC Köln II in der drittklassigen Regionalliga West und erzielte ein Tor, für den Verein sie in dieser Spielklasse am 10. November 2018 (12. Spieltag) bei der 1:5-Niederlage im Heimspiel gegen den VfL Bochum zuvor ihr einziges Saisonspiel bestritten hatte.
Ab der Saison 2020/21 kam sie sowohl für die zweite, als auch für die erste Mannschaft in sechs Regionalliga- und drei Zweitligaspielen mit jeweils einem Tor zum Einsatz. In der Saison 2021/22 trug sie mit vier Toren in 14 Regionalligaspielen zur regionalen Meisterschaft bei und war auch in den beiden Aufstiegsspielen gegen den 1. FC Saarbrücken aktiv, gegen den der Aufstieg gelang.
In der Saison 2022/23 kam sie erneut sowohl für die zweite, als auch für die erste Mannschaft in 18 Zweit- und sieben Erstligaspielen zum Einsatz. In der 2. Bundesliga erzielte sie drei Tore. Zum Bundesligasaisonstart 2023/24 wurde sie am 17. September 2023, beim 2:1-Sieg im Heimspiel gegen den Neuling RB Leipzig, ebenfalls eingesetzt.

### Auswahlmannschaft
Vogt spielte im Zeitraum von zwei Jahren für die Auswahlmannschaften des Fußball-Verbandes Mittelrhein in den Altersklassen U14, U16 und U18 jeweils im Turnier um den DFB-Länderpokal an der Sportschule Wedau in Duisburg. In ihren insgesamt 16 Turnierspielen erzielte sie zwei Tore.

## Erfolge
- Meister Regionalliga West 2022 und Aufstieg in die 2. Bundesliga
- Finalist B-Juniorinnen-Meisterschaft 2018